# Escuat de Taiwan
L'escuat de Taiwan (Pnoepyga formosana) és un ocell de la família dels pnoepígids (Pnoepigidae).

## Hàbitat i distribució
Habita el sotabosc de l’illa de Taiwan.

## Taxonomia
Antany considerat una subespècie de Pnoepyga albiventer, actualment és considerat una espècie de ple dret arran Collar 2006